# 克尼亞希尼奇 (利維夫州)
49°39′6″N 23°15′18″E / 49.65167°N 23.25500°E
克尼亞希尼奇（羅馬化：Kniahynychi）是烏克蘭西部的村莊，隸屬利維夫州的亞沃里夫區。該村始建於1940年，面積0.77平方公里，海拔高度276米，2001年人口359，人口密度每平方公里463.82人。